# Bandcamp
A Bandcamp egy 2007-ben alapított online zenebolt. A szolgáltatás 2008-ban indult azzal a céllal, hogy független zenészeknek biztosítson helyet, ahol terjeszthetik zenéiket. A művészek rendelkezésére áll egy személyre szabható mikroweboldal, ahová feltölthetik zenéiket. A számok meghallgatása díjmentes, a letölthető tartalmak zenésztől függően lehetnek ingyenesek vagy fizetősek. Néhány esetben a vásárló több pénzt is adhat, mint amennyit a feltöltő szabott ki. A Bandcamp a weboldalon bonyolított tranzakciók egy részéből fedezi a bevételét.

## Technikai részletek
Az alapvetően használt zenei formátum az oldalon az MP3, de a FLAC, ALAC, AAC, Ogg Vorbis, WAV és AIFF formátumok is támogatottak.